# Omar Moreno
Omar Fernando Moreno Villegas (ur. 30 stycznia 2005 w Hermosillo) – meksykański piłkarz występujący na pozycji napastnika, od 2023 roku zawodnik Mazatlán.